# Бомбарда (артилерія)

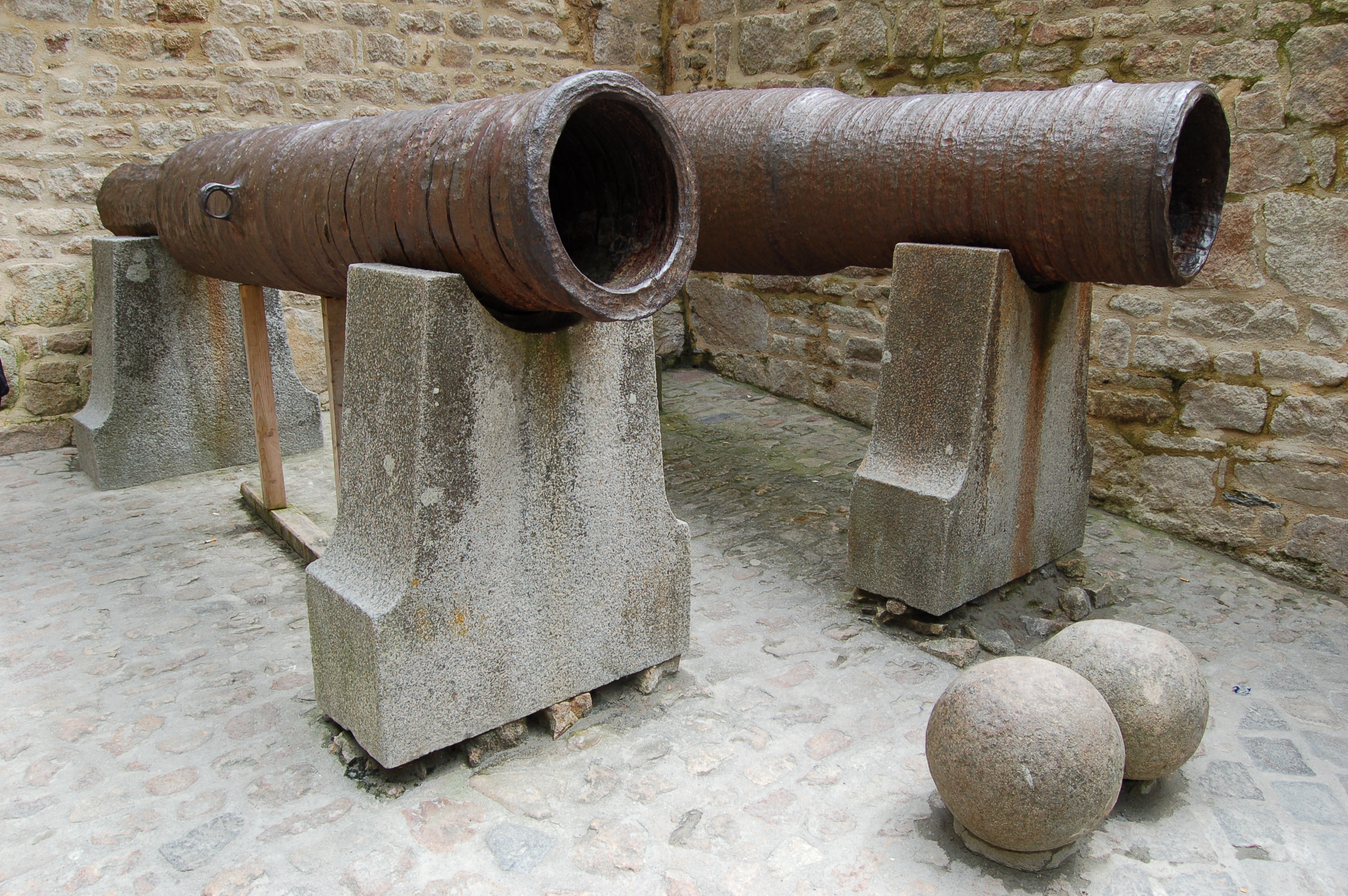
Бомбарди XV століття

Бомба́рда (фр. bombarde, італ. bombarda) — один із перших зразків артилерійської зброї, що використовувався в Європі у 14-16 ст. Використовувались при облогах та обороні фортець.
Пізніше їх витіснили мортири, гармати та гаубиці.

## Історія
Спочатку виготовлялись бомбарди невеликого калібру, потім до 1000 мм та масою 14-19 т. Снарядами служили 300-400-кілограмові кам'яні ядра, деколи скріплені для міцності залізними обручами.
Бомбарди часто були кованими гарматами, стволи яких утворювали залізні смуги, стягнуті стягнуті металевими кільцями. Пізніше стали відливатися з бронзи.
Бомбарда не мала цапф та лафета, а вкладалась в дерев'яну колоду (зруб), що впирався в палі чи цегляну стіну. Дальність стрільби становила до 700 метрів.
Одна з найбільших бомбард, що збереглась до наших днів — бомбарда-мортира Мальтійського ордена з острова Родос (1480—1500). Використовувалась під час облоги Родоса для оборони ближніх підступів до стін (100—200 м). Стріляла гранітними ядрами вагою до 260 кг. Вага бомбарди 3 325 кг. Найбільша за калібром бомбарда — австрійська Pumhart von Steyr, зберігається у Відні.

## Галерея

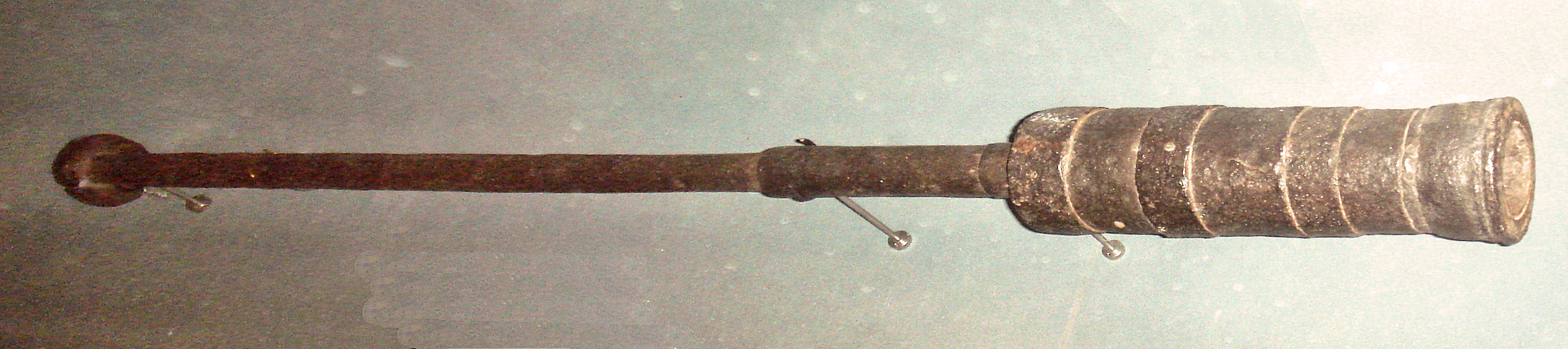
«Ручна бомбарда», 1390—1400
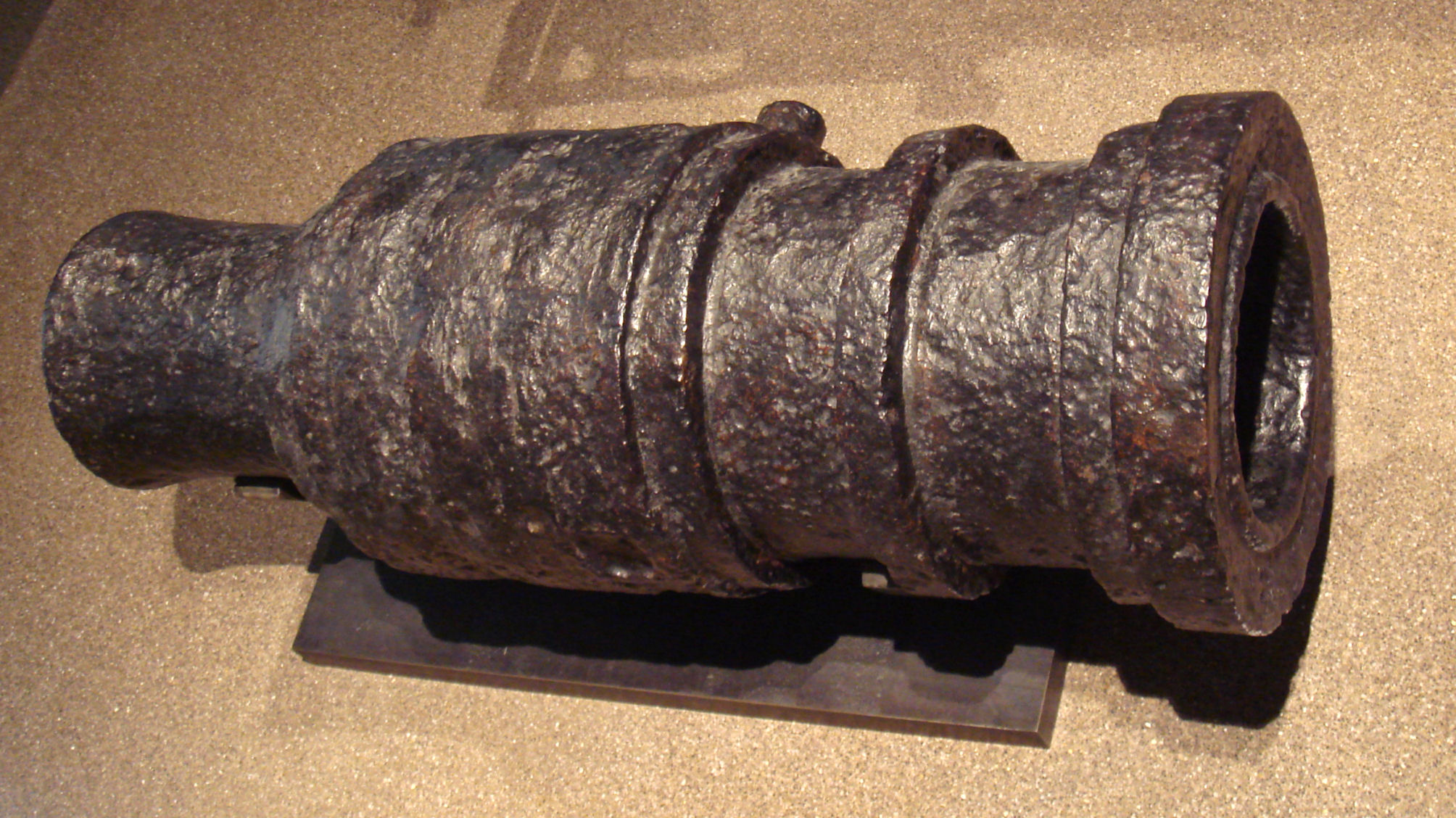
200-кілограмова залізна бомбарда, близько 1450 року, Мец, Франція
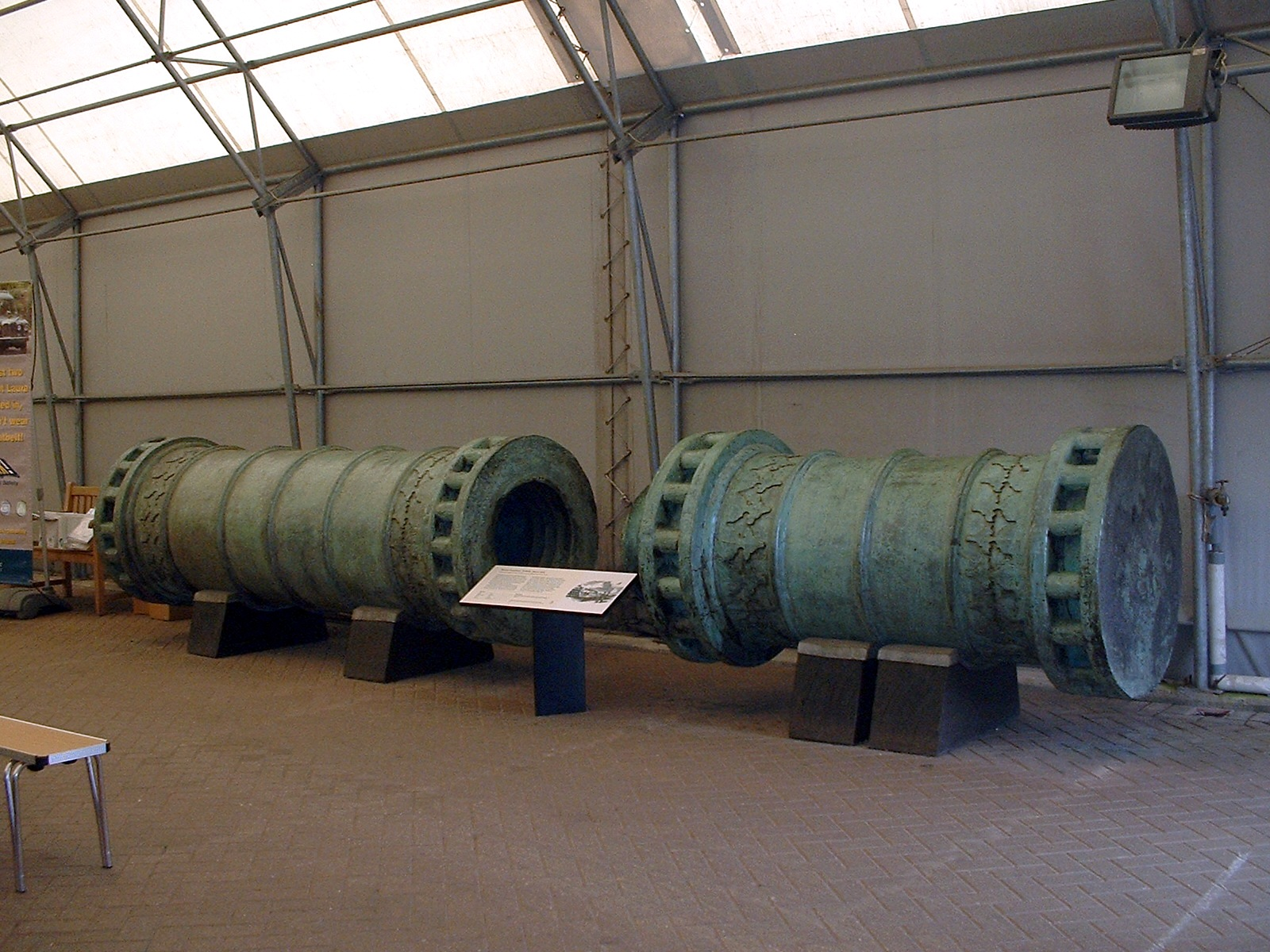
Оттоманська гармата
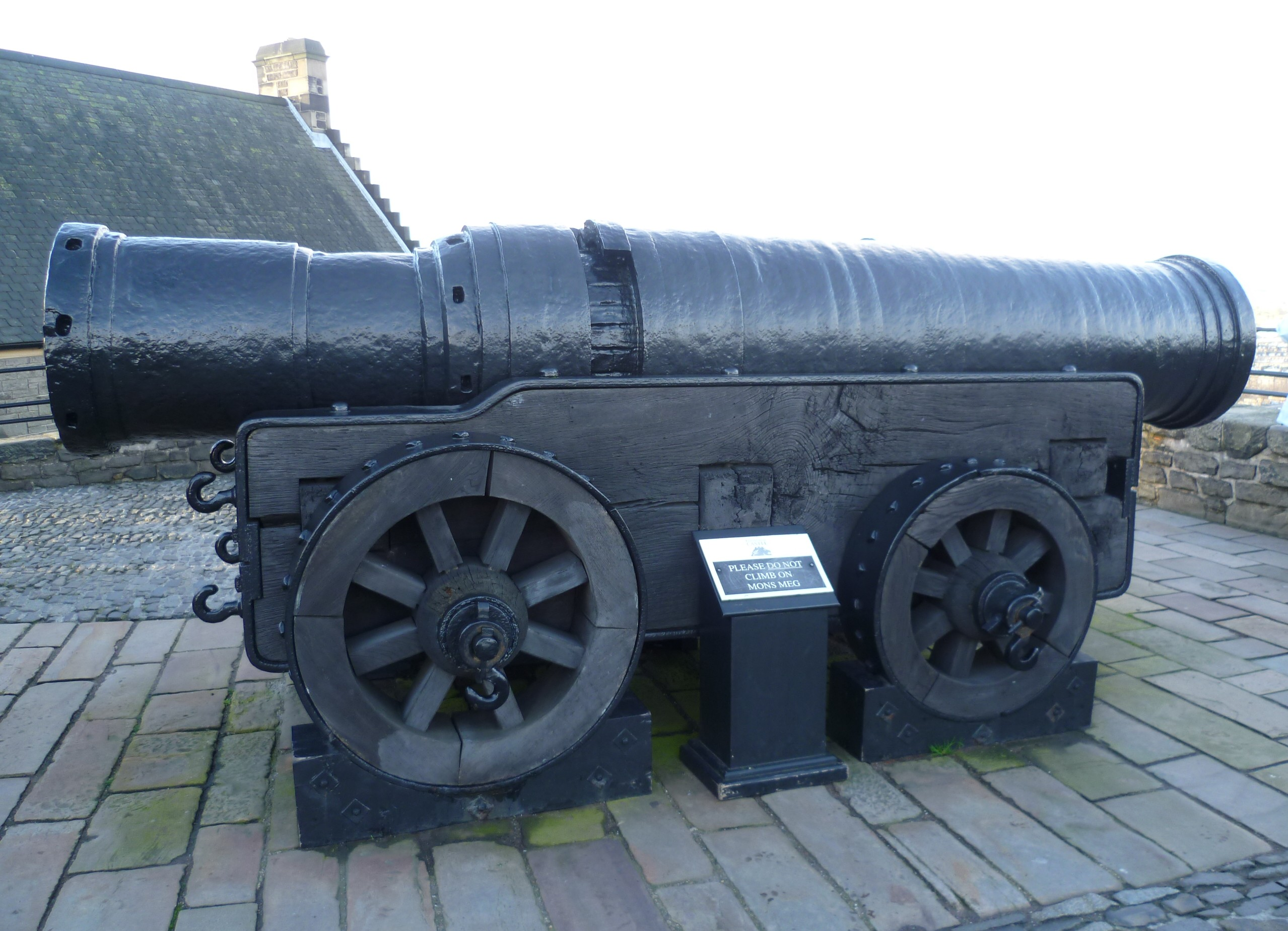
Бомбарда замку Единбурга, середина 15 століття
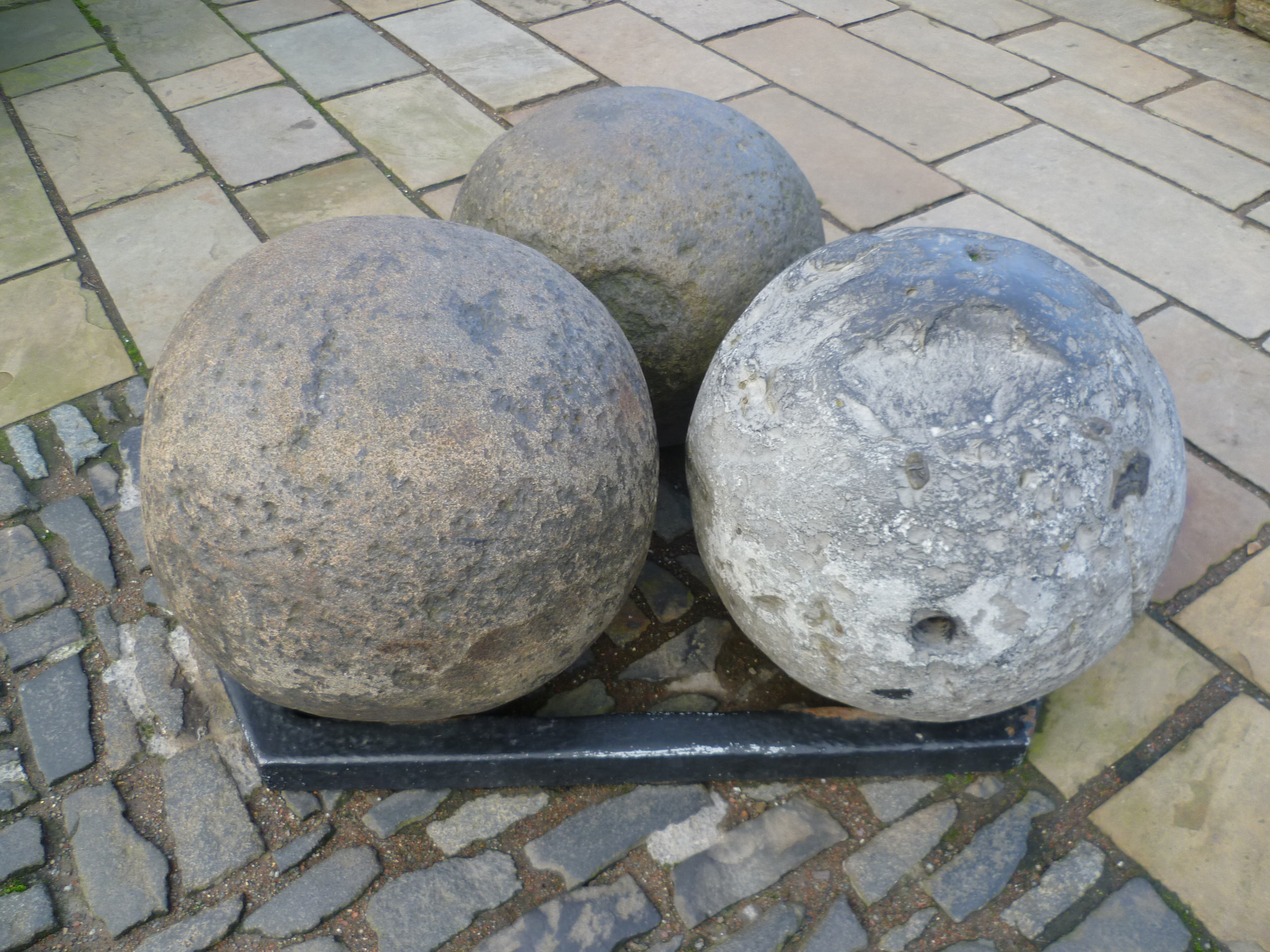
Ядра
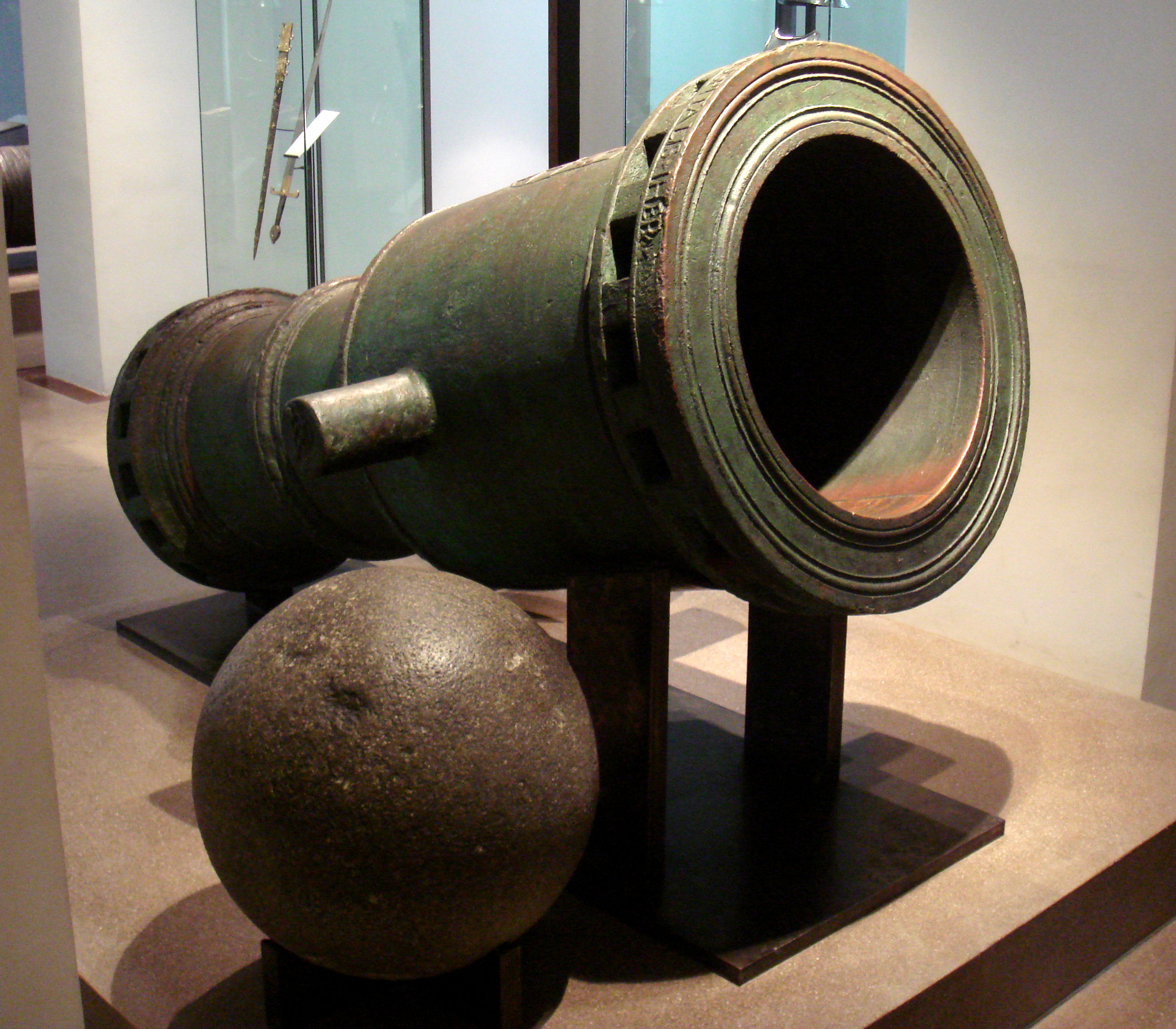
Бомбарда-мортира Мальтійського ордена з острова Родос (1480-1500), «Музей Армі», Париж
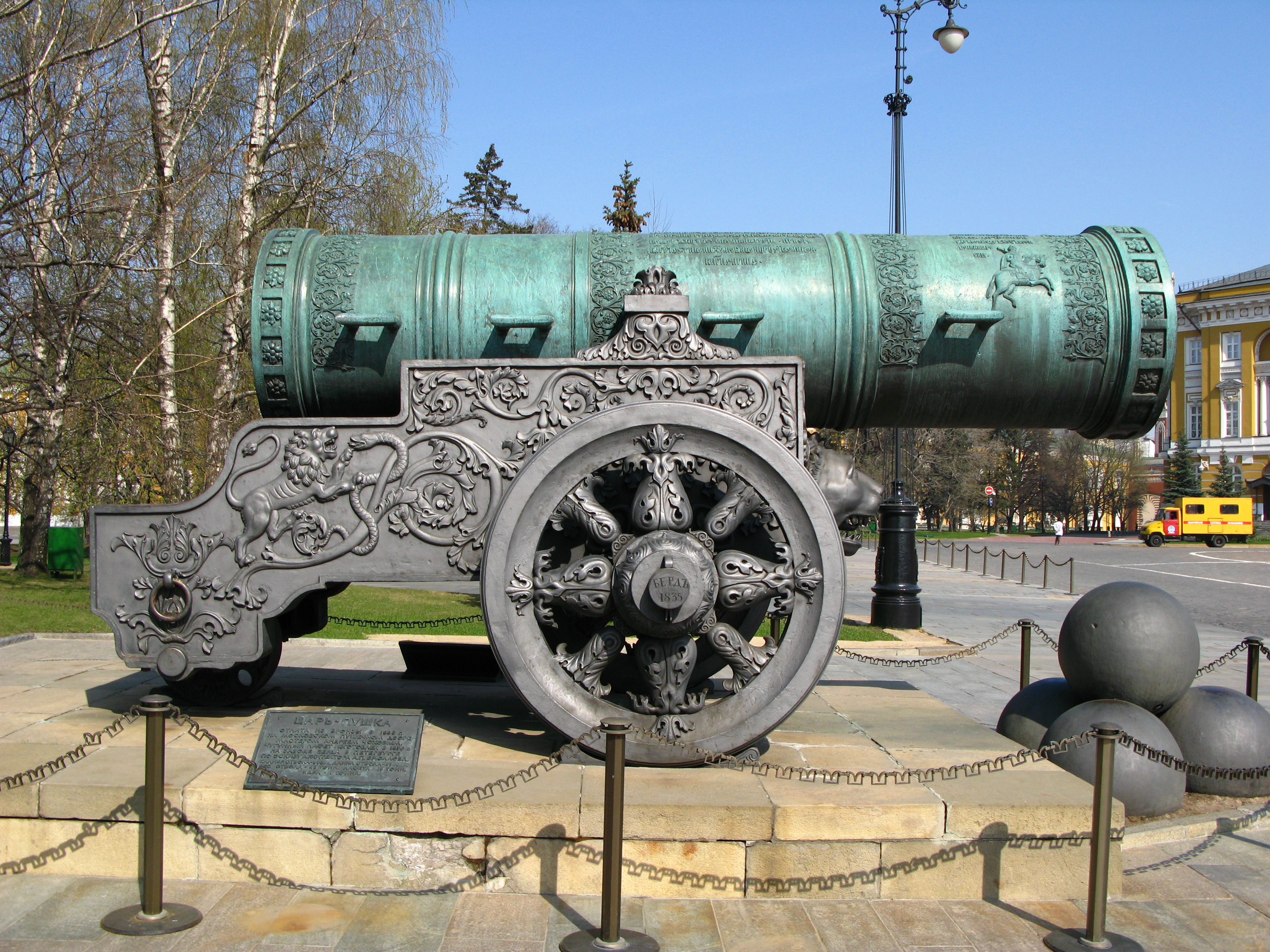
Цар-гармата